# Lemmaphyllum
Lemmaphyllum es un género de helechos perteneciente a la familia  Polypodiaceae.

## Taxonomía
Lemmaphyllum fue descrito por Karel Presl y publicado en Abhandlungen der Königlichen Böhmischen Gesellschaft der Wissenschaften, ser. 5 6: 517–518. 1851. La especie tipo es: Lemmaphyllum spatulatum C. Presl. 

## Especies
- Lemmaphyllum carnosum (J. Sm. ex Hook.) C. Presl
- Lemmaphyllum diversum (Rosenst.) Tagawa
- Lemmaphyllum microphyllum C. Presl
- Lemmaphyllum pyriforme (Ching) Ching